# A Horse and Mrs. Grundy
A Horse and Mrs. Grundy è un cortometraggio muto del 1911 diretto e interpretato da Lewin Fitzhamon.

## Trama
Mr. Grundy acquista un cavallo che però gli impedisce ogni volta di eludere i controlli della moglie.

## Produzione
Il film fu prodotto dalla Hepworth.

## Distribuzione
Distribuito dalla Hepworth, il film - un cortometraggio di 145 metri - uscì nelle sale cinematografiche britanniche nell'agosto 1911.
Si conoscono pochi dati del film che, prodotto dalla Hepworth, fu distrutto nel 1924 dallo stesso produttore, Cecil M. Hepworth. Fallito, in gravissime difficoltà finanziarie, il produttore pensò in questo modo di poter almeno recuperare il nitrato d'argento della pellicola.